# Ivan Brixy
Ivan Brixy (Brinje, 28. lipnja 1851. – 5. ožujka 1929.) bio je istaknuti hrvatski školsko-prosvjetni djelatnik s kraja 19. i početka 20. stoljeća, član Hrvatskoga pedagoškog književnog zbora, zagovornik metode ručnog rada na učiteljskim školama.

## Životopis
Ivan Brixy rođen je u Brinju, 28. lipnja 1851. godine. Gimnaziju je polazio u Senju, a Učiteljsku školu u Petrinji. Pisao je metodičke priručnike za nastavnike ručnog rada. Izradio je "umjetničku uru" za zgradu Kraljevske učiteljske škole u Vukovaru. Osim sati, ura je pokazivala i dane te mjesečeve mijene, a mjerila je i vrijeme školskog sata, što je pomoću baterija oglašavala zvono. Sličnu i složeniju uru izradio je za zagrebačku preparandiju, koja se danas nalazi u Muzeju za umjetnost i obrt grada Zagreba. 
Također je popravio i seizmograf na Zvjezdarnici na Griču. Zaljubljenik u svoje zvanje učitelja dobivao je mnoge nagrade/kolajne za svoje ure. 
Umro je 5. ožujka 1929. godine i pokopan je na zagrebačkome groblju Mirogoju.

## Djela
- Rukovod za obuku u slöjdu, Zagreb, 1895.
- Nacrti modela za slöjd po petom švedskom izdanju za hrvatske škole, Zagreb, 1896.
- Fizika i kemija za više pučke škole i slične zavode, Zagreb, 1903.